# Melegena flavipes
Melegena flavipes là một loài bọ cánh cứng trong họ Cerambycidae.